# Marc Caisso
Marc Caisso es un deportista francés que compitió en ciclismo en la modalidad de trials, ganador de ocho medallas en el Campeonato Mundial de Trials entre los años 1998 y 2010, y una medalla de plata en el Campeonato Europeo de Ciclismo de Montaña de 2004.

## Palmarés internacional
| Campeonato Mundial | Campeonato Mundial         | Campeonato Mundial | Campeonato Mundial |
| Año                | Lugar                      | Medalla            | Competición        |
| ------------------ | -------------------------- | ------------------ | ------------------ |
| 1998               | Cartagena ( España)        | Medalla de plata   | Trials 26″         |
| 1999               | Avoriaz ( Francia)         | Medalla de oro     | Trials 26″         |
| 2000               | Sierra Nevada ( España)    | Medalla de plata   | Trials 26″         |
| 2001               | Vail ( Estados Unidos)     | Medalla de oro     | Trials 26″         |
| 2002               | Kaprun ( Austria)          | Medalla de bronce  | Trials 26″         |
| 2003               | Lugano ( Suiza)            | Medalla de plata   | Trials 26″         |
| 2004               | Les Gets ( Francia)        | Medalla de bronce  | Trials 26″         |
| 2010               | Mont-Sainte-Anne ( Canadá) | Medalla de bronce  | Trials 26″         |
| Campeonato Europeo |                            |                    |                    |
| Año                | Lugar                      | Medalla            | Competición        |
| 2004               | Wałbrzych ( Polonia)       | Medalla de plata   | Trials 26″         |